# Tomisato
Tomisato (富里市, Tomisato-shi) är en stad i den japanska prefekturen Chiba på den östra delen av ön Honshu. Den har cirka 50 000 invånare, är belägen några mil öster om Tokyo och ingår i denna stads storstadsområde. Tomisato fick stadsrättigheter 1 april 2002.